# WKS Gwardia Warszawa
A WKS Gwardia Warszawa egy lengyel labdarúgó- és sportklub, melynek székhelye Varsóban található. 1953 és 1983 között 23 idényt töltöttek az első osztályban. Legjobb eredményük egy második helyezés, amit az 1957-es idényben értek el.

## Sikerlista
- Lengyel bajnokság
  - 2. helyezett (1): 1957
- Lengyel kupa
  - Győztes (1): 1954
  - Döntős (1): 1974

## Nemzetközi kupaszereplés
| Szezon  | Sorozat                      | Forduló |              | Klub                   | Eredmény                                              |
| ------- | ---------------------------- | ------- | ------------ | ---------------------- | ----------------------------------------------------- |
| 1955–56 | Bajnokcsapatok Európa-kupája | 1F      | Svédország   | Djurgårdens IF Fotboll | 0–0, 1–4                                              |
| 1957–58 | Bajnokcsapatok Európa-kupája | S       | NDK          | Erzgebirge Aue         | 3–1, 1–3, 1–1 *Az Erzebirge jutott tovább sorsolással |
| 1969–70 | Vásárvárosok kupája          | 1F      | Jugoszlávia  | FK Vojvodina           | 1–1, 1–0                                              |
|         |                              | 2F      | Skócia       | Dunfermline Athletic   | 1–2, 0–1                                              |
| 1973–74 | UEFA-kupa                    | 1F      | Magyarország | Ferencváros            | 1–0, 2–1                                              |
|         |                              | 2F      | Hollandia    | Feyenoord              | 1–3, 1–0                                              |
| 1974–75 | Kupagyőztesek Európa-kupája  | 1F      | Olaszország  | Bologna FC             | 2–1, 1–2 büntetőkkel 5–3 a Gwardia javára             |
|         |                              | 2F      | Hollandia    | PSV Eindhoven          | 1–5, 0–3                                              |